# Vallée de la Bruche
Pour les articles homonymes, voir Bruche.
 (juillet 2014).
Si vous disposez d'ouvrages ou d'articles de référence ou si vous connaissez des sites web de qualité traitant du thème abordé ici, merci de compléter l'article en donnant les références utiles à sa vérifiabilité et en les liant à la section « Notes et références ».
La vallée de la Bruche est située dans le département français du Bas-Rhin. Elle correspond au bassin de la Bruche en amont de Lutzelhouse-Muhlbach-sur-Bruche, que la route D 420 et la voie ferrée (ligne de Strasbourg à Saint-Dié) parcourent en grande partie parallèlement à la rivière.
Ce territoire montagneux des Vosges bas-rhinoises, verdoyant et forestier, autrefois très industrialisé, associe la vallée supérieure de la Bruche et les vallées ou vallons des ruisseaux cascadant affluents, nés à l'ouest et à l'est, tels le rupt du Framont, la Rothaine et la Chirgoutte. Considérée comme l'un des pays de l'Alsace, au même titre que l'Outre-Forêt, l'Alsace Bossue, le Ried ou le Sundgau, la vallée de la Bruche constitue une entité touristique et correspond à peu près à la communauté de communes revendiquant ce nom, dont le siège est établi à Schirmeck.
Frôlant la Lorraine et englobant, de Saulxures à Grandfontaine, une partie de l'ancienne principauté de Salm-Salm, la vallée de la Bruche est essentiellement axée sur la rivière éponyme. Celle-ci coule dans une vallée profonde, notamment dominée par le Champ du Feu à l'est, et par le Donon à l'ouest.
La RD 1420, ancienne route nationale 420 au trafic important, artère vitale de la vallée de la Bruche, franchit le col de Saales à 558 m d'altitude. Ce seuil, par où passe également la voie ferrée, se situe à la limite sud du territoire auquel la rivière prête son nom (également la limite sud-ouest du Bas-Rhin et de la collectivité européenne d'Alsace).

## Géographie
Pays de moyenne montagne (300 à 800 mètres d'altitude, 1 009 mètres au Donon, 1 099 mètres au Champ du Feu), la vallée de la Bruche se situe à la limite des Vosges gréseuses, au nord, et des Vosges cristallines, au sud. La vallée de la Bruche proprement dite, vers laquelle convergent des vallées secondaires assez encaissées, plus ou moins ramifiées, est maintenant un axe de communication routier et ferroviaire entre la région strasbourgeoise et celle de Saint-Dié-des-Vosges (l'isolement fut grand jusqu'aux aménagements entrepris à partir du XVIIIe siècle). Le col de Saales, à 554 mètres d'altitude, permet un flux de circulation très important, nord-est/sud-ouest, mais l'on passait longtemps par Plaine et Senones pour gagner Saint-Dié, la route proche de la Bruche n'étant pas carrossable au-dessus de Schirmeck.
La vallée de la Bruche est très forestière et le devient de plus en plus en raison de la déprise agricole (résineux en plantations denses sur les pentes raides, feuillus dans les vallons). Les chaumes servent de pâturages de juin à l'automne. Souvent enneigés, notamment sur le plateau du Champ du Feu, ils sont colorés au printemps par la floraison d'espèces résistant à des conditions climatiques assez rudes.
Le terroir n'est guère fertile : l'agriculture, qui n'était pratiquement que de subsistance, a totalement décliné ; la plupart des fermes-bloc typiques, en maçonnerie, sans pans de bois, sont devenues des résidences secondaires. Les prés en terrasse et bien des fonds de vallée ont été en grande partie abandonnés, les parcelles autrefois cultivées ont été envahies par la forêt ou des broussailles. La communauté de communes a entrepris, avec des associations foncières pastorales, de freiner la progression des friches et de l'enrésinement afin de valoriser esthétiquement les abords de villages et certains fonds de vallée, favorisant l'élevage des vaches, notamment de race vosgienne, des moutons et des chèvres.
Le granitique Champ du Feu, au flanc duquel est accroché le village de Belmont, est le point culminant du Bas-Rhin. Ce vaste espace de chaumes accessible depuis le piémont viticole et la plaine d'Alsace par de bonnes routes sinueuses est voué depuis longtemps aux sports d'hiver. Le massif gréseux aux formes clivées, le Climont culmine à 965 mètres. Situé entre les bassins de Villé et celui de Saint-Dié, c'est le château d'eau de la région, où la Bruche, notamment, prend sa source.
Le massif gréseux du Donon, dont la silhouette trapézoïdale caractéristique culmine à 1 009 mètres au Grand Donon, se distingue par ses vallons profonds. Cette configuration géologique donne naissance à plusieurs cours d'eau.

## Histoire

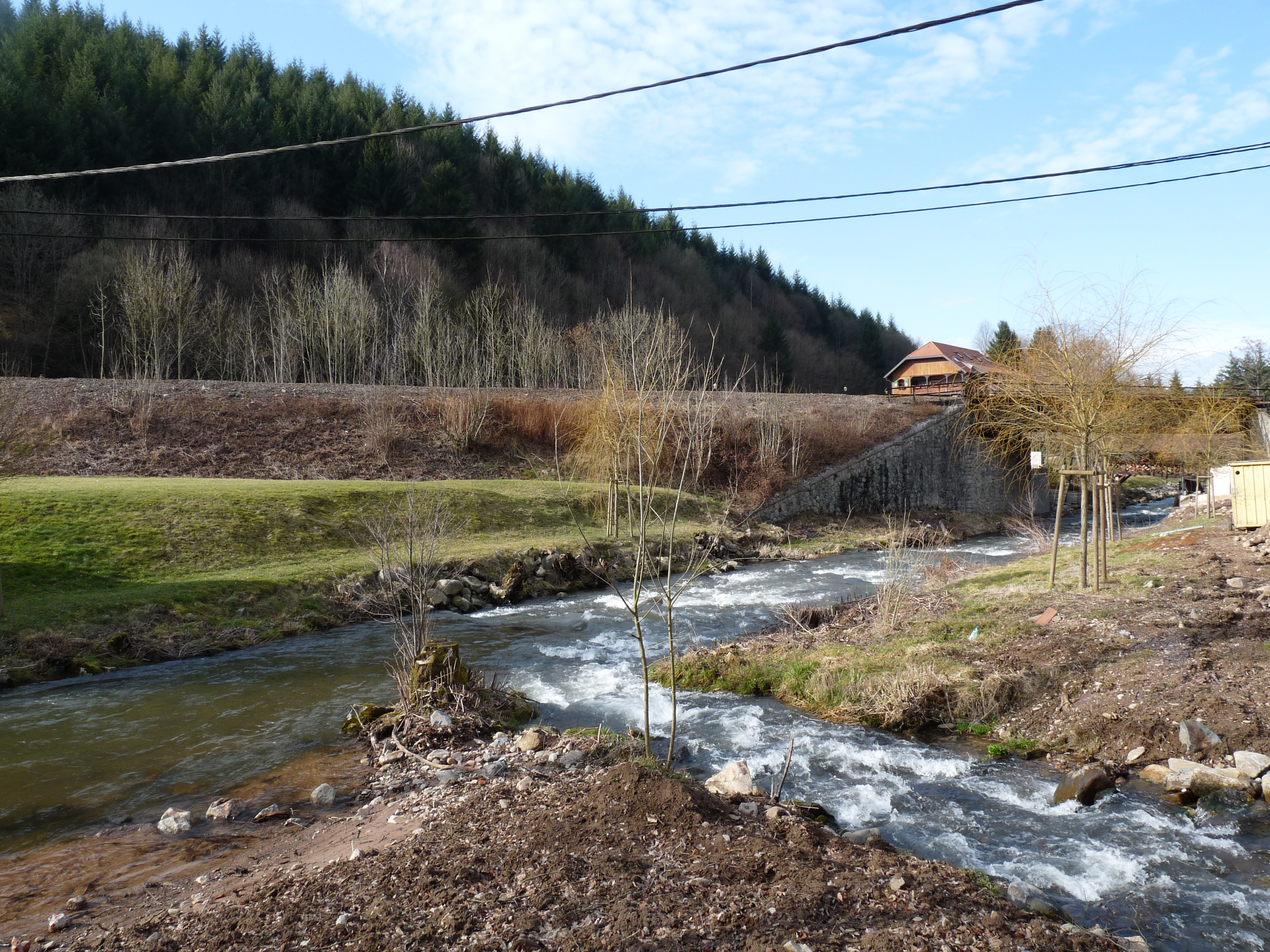
La Bruche alimentée par la Chirgoutte (à droite)

Cette région animée d'abord par l'exploitation du minerai de fer et la métallurgie, puis par l'industrie textile, dont témoignaient de nombreuses friches industrielles, patrimoine à présent largement détruit, est maintenant le lieu de résidence de travailleurs effectuant chaque jour des déplacements pendulaires vers la région de Molsheim et l'agglomération strasbourgeoise. Les vallées de montagne constituant la vallée de la Bruche, très fréquentées par les touristes, du week-end et de séjour, se revendiquent alsaciennes et vosgiennes.
On y parla un dialecte lorrain dénommé welsch, mot parfois orthographié welsche ou welche. Cette langue gallo-romaine, très peu parlée et à peine comprise de nos jours, n'a rien à voir avec le dialecte germanique, l'alsacien, variante de l'alémanique.
Une frontière linguistique fut longtemps évidente entre Lutzelhouse et Wisches, le dialecte welche prédominant en aval (où il côtoyait cependant l'alsacien en certains endroits). Dans la vallée principale et dans les vallées afférentes, des pratiques religieuses (catholiques, protestants luthériens ou réformés, anabaptistes) et les appartenances seigneuriales renforçaient, par ailleurs, les communautarismes locaux, favorisés par le cloisonnement géographique et les difficultés de communication.
L'implantation actuelle des localités reflète, pour une grande part, une organisation qui se dessina au XIXe siècle. Alors que se développaient les cités arrosées par la Bruche (Schirmeck, la plus importante, industrielle et commerçante, La Broque, Rothau, Saâles), les villages aux nombreux écarts des vallées secondaires se transformaient avec la multiplication de petites fabriques fonctionnant grâce à la force motrice des affluents (Natzwiller, Bourg-Bruche, Waldersbach, par exemple). Les scieries, modernisées avec l'apparition des machines à vapeur, vers 1850, et les exploitations de carrières contribuèrent au développement d'une population d'ouvriers-paysans qui se perpétua jusqu'au lendemain de la Seconde Guerre mondiale. De nos jours, l'activité textile a disparu et il ne reste que deux carrières en exploitation, à Plaine-Champenay et à Hersbach, toutes deux produisant du grès.
Il subsiste peu de témoignages architecturaux d'un Moyen Âge mouvementé, au cours duquel la vallée de la Bruche se trouva divisée en plusieurs seigneuries, l'évêché de Strasbourg possédant la plupart des localités situées sur la rive droite de la Bruche. Les villages installés sur la rive gauche, de Grandfontaine à Plaine, dépendirent de l'abbaye de Senones, puis furent dévolus aux princes de Salm, qui allaient être faits princes de l'Empire en 1623.
Les localités du sud de l'actuel canton de Saâles (on orthographie aussi Saales) dépendaient de la seigneurie du val de Villé. Autrefois, un cheminement carrossable héritier de la voie des Saulniers reliait Saâles à Villé, par le col de Steige. Les localités de la rive gauche de la Bruche de Plaine à La Broque et Grandfontaine ont appartenu au comté de Salm, puis principauté de Salm-Salm. Plusieurs localités de la rive droite ont appartenu à la seigneurie du Ban de la Roche. Au nord, les possessions sont plus contrastées.

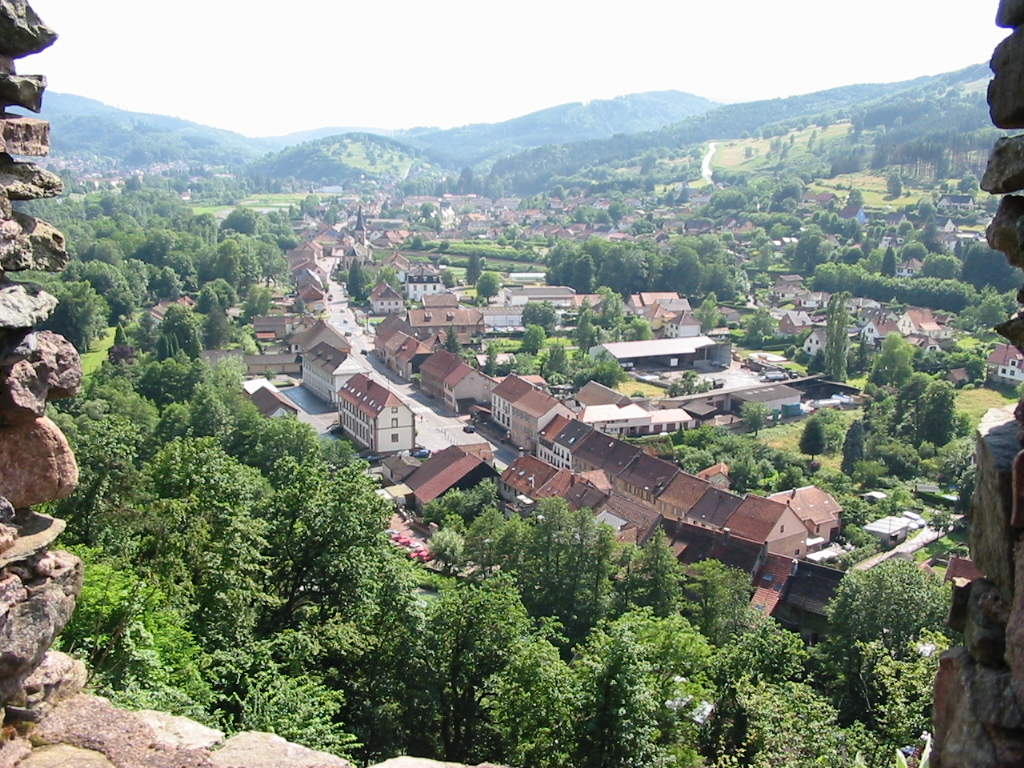
La Broque, en amont de Schirmeck

Le Ban de la Roche, rendu célèbre par le pasteur pédagogue Oberlin, dont le territoire au relief montueux s'étend sur environ 50 km2, est un exemple des anciens microcosmes de la Haute-Bruche, jadis rudes et fermés. D'ailleurs, avant la Révolution, ce territoire ne possédait pas de desserte. En effet la route reliant Strasbourg et Saint-Dié passait sur la rive gauche de la Bruche depuis Schirmeck, en passant par le lieu-dit de La Claquette (commune de La Broque donc principauté de Salm) et traversant la montagne du Xurpon pour rejoindre le lieu-dit Pont des Bas (également de la commune de La Broque). Le comté du Ban de la Roche ne fut que relié par un pont grossier au point que par temps de précipitations il était glissant et causait plusieurs cas tragiques de noyades. Ce pont était situé à proximité de Rothau, village du Ban de la Roche qui commençait à connaître un essor important du fait d'implantations de forges. Le pasteur Oberlin encouragea vivement auprès des autorités la réfection de ce pont, ce qui fut concrétisé. Ainsi naît le pont de la Charité, qui a permis de mieux considérer le Ban de la Roche.
La guerre de 1870, qui entraîna l'annexion des cantons de Schirmeck et de Saâles à l'Empire allemand, jusqu'en 1918, puis la Grande Guerre, sanglante et dévastatrice ont durement marqué la vallée de la Bruche. C'est évoqué de façon très documentée au Mémorial de l'Alsace-Moselle de Schirmeck. Au Struthof, sur le massif de ce nom, à peu de distance du village de Natzwiller, alors que la région était à nouveau annexée, les Nazis ont établi en 1941 le camp de concentration de Natzweiler-Struthof. Ils ont également établi à Schirmeck même un camp dit de transit, parfois plus peuplé que le premier, le camp de Vorbruck-Schirmeck.
La juxtaposition des anciens fiefs forme aujourd'hui la communauté de communes de la Vallée de la Bruche rassemblant 26 communes. Elle s'étend sur les cantons de Saâles, de Schirmeck et, partiellement, de Molsheim.
Le territoire dénommé habituellement vallée de la Bruche, dorénavant celui de cette communauté de communes, totalise plus de 22 131 habitants. Le principal centre commercial et de services  Schirmeck. La ville la plus importante La Broque tandis que la commune la moins peuplée Blancherupt.

## Activités

### Tourisme
Le tourisme s'est développé en vallée de la Bruche grâce au chemin de fer (plutôt un tramway) à la fin du XIXe siècle : la ligne atteignit Saâles en 1890, alors située à la frontière. Il n'était pas envisageable d'établir une nouvelle liaison ferroviaire franco-allemande en prolongeant la voie unique au-delà du col.
Le Club vosgien, créé en 1872, flécha de nombreux itinéraires, finança des tours d'observation et des tables d'orientation, construisit des chalets de résidence collective. Les sports de neige, pratiqués dès la décennie 1880-1890, se développèrent à l'initiative du Club Vogesen Strassburg, notamment au Donon et au Champ du Feu, toujours fréquentés par les skieurs.
La vallée de la Bruche attire depuis la fin des années 1990 une clientèle française et étrangère qui s'ajoute à celle des habitués strasbourgeois et de la plaine alsacienne : une grande partie des fermes abandonnées par les ouvriers-paysans depuis le déclin de l'industrie textile ont été transformées en résidences secondaires.